# Abdij van Himmerod
De Abdij van Himmerod (lat. Abbatia Claustri B.M.V.) is een cisterciënzer abdij die in 1134 door Bernardus van Clairvaux werd gesticht. Het klooster ligt in de Eifel tussen Großlittgen en Eisenschmitt. Het initiatief voor de stichting van de abdij lag bij Adalbero van Montreuil die in 1131 tot aartsbisschop van Trier werd benoemd. 
De abdij stond in de middeleeuwen in hoog aanzien en verwierf een uitgestrekt bezit aan landerijen. Plunderende soldaten zorgden tijdens de Dertigjarige Oorlog voor een sterk verval. In 1641 werd daarom besloten de abdij geheel opnieuw op te trekken, wat in 1681 werd voltooid. 
Het huidige aanzicht van de abdij en de bijbehorende kerk is barok en dateert (grotendeels) uit de 18e eeuw.
In de Franse tijd (1802) werd de abdij opgeheven en pas in 1922 weer opnieuw gesticht. In oktober 2017 werd bekend dat de abdij in verband met de financiële situatie en het gebrek aan nieuwe monniken zou worden opgeheven. De overgebleven zes monniken verhuisden en het eigendom van de abdij werd overgedragen aan het bisdom Trier.